# Severín (Rusia)
Severín (en ruso: Севери́н) es un jútor del raión de Tbilískaya del krai de Krasnodar, en Rusia. Está situado en las tierras bajas de Kubán-Azov, en la orilla izquierda del Kubán, 2 km al sur de Tbilískaya y 102 km al este de Krasnodar, la capital del krai. Tenía 1 766 habitantes en 2008.
Pertenece al municipio rural Tbilískoye.